# Jodi-Ann Robinson
Jodi-Ann Robinson (17 de abril de 1989) é uma futebolista canadense que atua como meia.

## Carreira
Jodi-Ann Robinson representou a Seleção Canadense de Futebol Feminino nas Olimpíadas de 2008.